# Manakambahiny Ouest
Manakambahiny Ouest is een plaats en commune in het oosten van Madagaskar, behorend tot het district Ambatondrazaka, dat gelegen is in de regio Alaotra-Mangoro. Tijdens een volkstelling in 2001 telde de plaats 22.142 inwoners.
De plaats biedt naast lager onderwijs ook middelbaar onderwijs aan. 90 % van de bevolking werkt als landbouwer, 7 % houdt zich bezig met veeteelt en 1 % verdient zijn brood als visser. Het belangrijkste landbouwproduct is rijst; andere belangrijke producten zijn pinda's, bonen en maniok. Verder is 1% actief in de dienstensector en heeft 1% een baan in de industrie.